# Интеракционизам
У социологији, интеракционизам је теоретска перспектива која изводи социјалне процесе (попут конфликта, кооперације, формирања идентитета) из људских интеракција. Представља проучавање понашања појединца у оквиру друштва. У другој половини двадесетог века теорија интеракциониста је напредовала и постала је једна од доминантих социолошких перспектива данас у свету. Џорџ Херберт Мид, који је заговарао прагматизам и субјективност социјалне стварности, сматра се главним када је у питању развој интеракционизма. Херберт Блумер је проширио Мидово дело и сковао назив „симболички интеракционизам“.
Главни правци интеракционизма:
- Симболички интеракционизам (Мид, Блумер, Кун);
- Теорија улога;
- Теорије референтне групе.

## Подјединице
- Симболички интеракционизам
- Етнометодологија
- Социјални конструктивизам

## Интеракционистичке оријентације у социјалној психологији
У социјалној психологији, интеракционизам долази из социологије, а не из психологије, као и многи други концепти. Под појмом интеракција подразумева се друштвена интеракција тј. интеракција људи током комуникације, у групи, друштву.
Концептуални апарати и проблеми концепта интеракционизма преузети су од Мида. Основа у анализи није појединац, већ социјални процес, посматран као процес интеракције појединаца у групи. Понашање групе не разматра се са аспекта издвојених индивидуа које је чине, већ из њихових комплексних активности као групе, у оквирима у којима се анализира понашање сваког појединца. „Понашање појединца у основи је одређено са три променљиве: структуром личности, улогом и референтном групом.“
Интеракционисте занима сам процес друштвене интеракције, анализа која је неопходна за разумевање социјалног понашања појединца, којим средствима се остварује и регулише процес социјалне интеракције. Интересују се за проблеме у комуникацији уз помоћ симбола, језика, за интерпретацију ситуације, за проблеме структуре личности, понашања у оквиру улоге у референтној групи, као извору норми социјалне интеракције и ставова. 
Интеракционисти игноришу историјске услове и социо-економске моделе, узрок друштвених промена траже у структури личности. Постојање у њој импулсивног ја - предуслов за појаву варијација и одступања у шаблонима понашања у оквиру улоге. Те случајне варијације и одступања временом постају правило нових шаблона понашања и одговарајућих измена у друштву. Промене у друштву су насумичне и не поштују никакве законе, а њихов узрок је појединац.

### Структура личности код интеракциониста
Структура личности код интеракциониста произилази из Фројдовске :
- Импулсивно ја=ид код Фројда;
- Рефлексивно ја = Суперего код Фројда,
- Лично ја (self)= его код Фројда.

Разлика у односу на психоаналитичко гледиште састоји се у схватању функције компоненте, која остварује унутрашњу социјалнну контролу: Фројдов Суперего потискује инстинктивно, подсвесни принцип, а код интеракциониста Рефлексивно ја не потискује већ усмерава радње неопходне за постизање успешне социјалне интеракције. Его код Фројда- поље вечитог сукоба између ид-а и супер-ега, док је код интеракциониста Лично ја-поље њихове сарадње.
Интеракционисти се пре свега баве истраживањем структуре и понашања личности неопходних за успешну сарадњу са другим људима. 
Интеракционизам је, као противтежу позитивизму, изнедрио нове правце социјално-психолошке теорије: конструктивизма Гергена и етогеничког приступа Хареа..